# Elizabeth Taylor

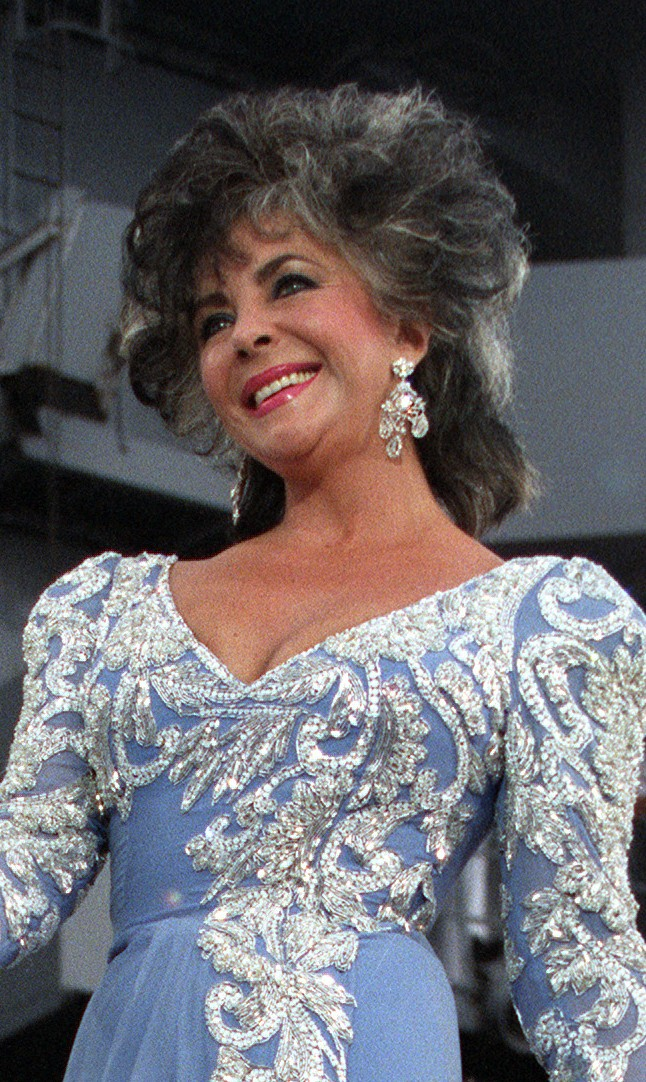
Elizabeth Taylor (1986)

Dame Elizabeth Rosemond Taylor, DBE (oft auch „Liz“ Taylor genannt; geboren am 27. Februar 1932 in Hampstead, London; gestorben am 23. März 2011 in Los Angeles, Kalifornien), war eine US-amerikanisch-britische Schauspielerin. Sie erlangte Starruhm bereits als Kinderdarstellerin und später als Leading Lady des marktführenden Hollywood-Studios Metro-Goldwyn-Mayer (MGM), bei dem sie von 1942 bis 1958 unter Vertrag war. Taylor wirkte in zahlreichen kommerziell erfolgreichen Filmen mit und wurde unter anderem mit zwei Oscars und einem Golden Globe als beste Hauptdarstellerin ausgezeichnet. Durch ihre Auftritte in den Filmen Die Katze auf dem heißen Blechdach, Plötzlich im letzten Sommer und Brandung ist ihr Name mit der Popularisierung des dramatischen Werkes von Tennessee Williams verknüpft. Ihre Prominenz hat Elizabeth Taylor wiederholt dafür genutzt, auf politische und gesellschaftliche Probleme aufmerksam zu machen; die größte Resonanz erzielte sie diesbezüglich mit ihren Fundraising-Aktivitäten für die AIDS-Aufklärung. Im Jahr 1999 wurde sie von der britischen Königin, Elisabeth II., in den Adelsstand erhoben. Taylor war eine der bestverdienenden Darstellerinnen ihrer Zeit; ihr Vermögen wurde zeitweilig auf 600 Millionen US-Dollar geschätzt.

## Leben und Filmkarriere

### Kindheit in London und Beverly Hills (1932–1942)
Elizabeth Rosemond Taylor war die Tochter des Kunsthändlers Francis Lenn Taylor (1897–1968) und seiner Frau, Sara Viola Taylor geb. Warmbrodt (1895–1994), einer Schauspielerin, die bis 1927 unter dem Künstlernamen Sara Sothern auf US-amerikanischen und Londoner Bühnen auftrat. Da ihre Eltern US-Staatsbürger waren, besaß Elizabeth Taylor von Geburt an die US-amerikanische und britische Staatsangehörigkeit. Elizabeths Bruder, der Meereskundler Howard Taylor (* 1929, † 2017), übernahm in den 1960er Jahren gelegentlich kleine Film- und Fernsehrollen.
Die Familie gehörte der oberen Mittelschicht an. Von früher Kindheit an nahm Elizabeth Reitunterricht und Ballettstunden. Ab 1937 besuchte sie die private Byron House School in Highgate.
Vor Beginn des Zweiten Weltkriegs zog die Familie nach Kalifornien um, zunächst nach Pasadena, dann nach Pacific Palisades und schließlich nach Beverly Hills, wo Francis Taylor vermögende Kunden für seinen Kunsthandel zu finden hoffte. Elizabeth besuchte dort die Hawthorne Elementary School, nahm weiterhin Reit-, Ballett- und zusätzlich Gesangsunterricht.
Die Taylors kamen nach Kalifornien, als niedliche Kinderdarsteller wie Freddie Bartholomew und Shirley Temple gefragt waren. Elizabeth Taylors Mutter gelang es, John Cheever Cowdin von Universal Studios zu überzeugen, ihre Tochter in einer kleinen Rolle zu besetzen. So wirkte Elizabeth Taylor 1941 einige Tage bei den Dreharbeiten einer kurzen Filmkomödie mit, die 1942 unter dem Titel There’s One Born Every Minute in die Kinos kam. Der Film war ein Flop, und Taylors Vertrag wurde nicht verlängert.

### Vertragsdarstellerin bei MGM

#### Kinderdarstellerin (1942–1946)
Im Jahr 1942 gewannen Taylors Eltern den MGM-Produzenten Samuel Marx dafür, sie in dem aufwendig in Technicolor produzierten Lassie-Film Heimweh einzusetzen. Danach erhielt Taylor einen siebenjährigen Studiovertrag, der vorsah, dass sie 1943 zunächst eine Nebenrolle in der Literaturverfilmung Die Waise von Lowood und 1944 eine weitere kleine Rolle in dem patriotischen Drama Die weißen Klippen spielte. Die Handlungsorte aller drei Filme waren England, Taylor spielte jeweils eine Engländerin.
Da sie gut reiten konnte und den Vorstellungen entsprach, die die Produzenten von dieser Figur hatten, wurde Taylor Anfang 1944 für die Titelrolle in Kleines Mädchen, großes Herz ausgewählt. Es war Taylors erster Film, in dem sie in fast jeder Szene zu sehen ist. Regisseur Clarence Brown, der sieben Filme mit Greta Garbo inszeniert hatte, verstand es, Taylors Schönheit wirkungsvoll einzusetzen. Der Film erwies sich als profitabel, und die MGM-Werbeabteilung begann, Taylor als neuen Leinwandstar zu vermarkten. Das Image, das für sie geschaffen wurde, war das eines tiernärrischen „Mädchens von nebenan“; im Rahmen der Werbekampagne veröffentlichte Taylor 1946 eine von ihr verfasste Erzählung über ihr zahmes Eichhörnchen, Nibbles and Me.

#### Teenagerrollen (1946–1949)
In Lassie – Held auf vier Pfoten (1946) setzte MGM Taylor letztmals in einer Kinderrolle ein. In den folgenden Filmen, Unser Leben mit Vater (1947), Cynthia (1947), Wirbel um Judy (1948), Die unvollkommene Dame (1948) und Kleine tapfere Jo (1949), wechselte sie ins Jungmädchenfach. Wie die Autorin Brenda Maddox ausführt, fiel Taylors Heranwachsen in die Zeit, in der in der westlichen Welt der Teenager „erfunden“ wurde, das heißt das gesellschaftliche Konzept einer Altersstufe zwischen Kindheit und Erwachsensein, deren Vertreter in den USA als „Bobby Soxers“ eine markante eigene Kultur entwickelten, zu der, wie Maddox schreibt, „bezaubernde Gebräuche wie Miteinander-Gehen [und] stundenlanges Telefonieren“ gehörten. Durch Cynthia und Wirbel um Judy wurde Elizabeth Taylor in den USA zur „Teen Queen“, deren stilistischem Vorbild viele Altersgenossinnen nacheiferten. So erschien sie nach dem Kinostart von Cynthia erstmals auf dem Titelblatt der Zeitschrift Life; in den folgenden Jahrzehnten war sie dort häufiger abgebildet als jeder andere Filmstar. In Cynthia verkörperte Taylor ein behütetes, aber unglückliches junges Mädchen, das gegen die Bevormundung seiner Eltern aufbegehrt, und entsprach damit dem Bild, das die Presse inzwischen auch von der realen Elizabeth Taylor vermittelte.

#### Hauptrollen als Leading Lady (1949–1955)

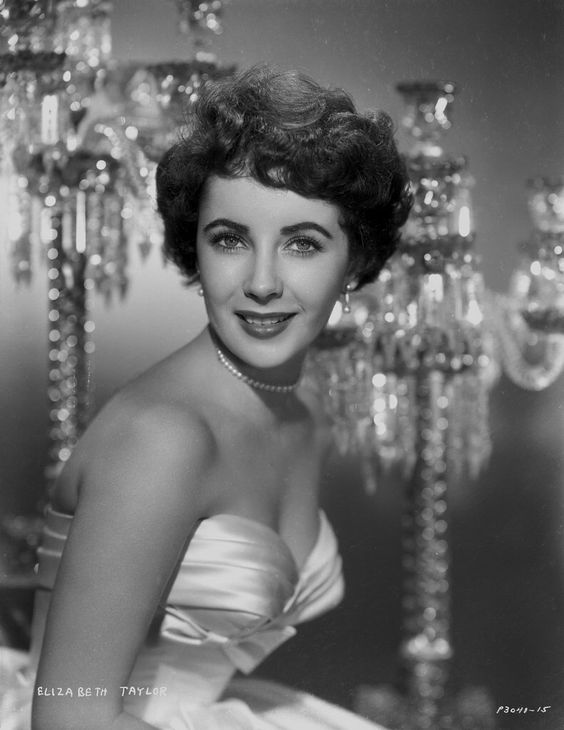
Elizabeth Taylor (vor 1951)

Mit Taylors Karriere war bei MGM insbesondere Benjamin Thau befasst, der in den späten 1940er Jahren unsicher war, wie er ihr Image fortentwickeln sollte. Wie Brenda Maddox hervorhebt, besaß Taylor seit ihrem sechzehnten Lebensjahr einen rohen Sex-Appeal, durch den sie auf eine ähnliche Weise zum Sexsymbol hätte aufgebaut werden können wie Marilyn Monroe bei 20th Century Fox. Dieses Segment besetzte bei MGM jedoch bereits Ava Gardner. Dazu kamen firmeninterne Machtkämpfe, die den Fortgang von Taylors Karriere behinderten und 1951 in der Ablösung Louis B. Mayers durch Dore Schary gipfelten. Das Unternehmen erreichte danach nie wieder seine frühere Effizienz, und Taylor blieb neben Grace Kelly, Debbie Reynolds und Leslie Caron eine der letzten Vertragsschauspielerinnen, die von MGM zum Star aufgebaut wurden.
Viele Filme, in denen sie ihre ersten Erwachsenenrollen spielte, gelten heute als filmhistorische Kuriosa. Ihr Debüt als Leading Lady hatte Taylor als 17-Jährige in dem Spionagethriller Verschwörer, der 1949 in den MGM-Studios in London gedreht wurde. Der Film, dessen Stimmung aus dem Geist des Kalten Krieges geboren war, zeigt sie als junge Amerikanerin, die erfahren muss, dass ihr schneidiger Ehemann, gespielt von Robert Taylor, ein russischer Spion ist. Weder dieser Film noch die Komödie Von Katzen und Katern ernteten bei Kritikern und dem Publikum Anerkennung.
Paramount Pictures, die Taylor im Herbst 1949 von MGM für 35.000 US-Dollar „auslieh“, gab ihr ihre erste gute Hauptrolle. Die Produktionsfirma verfilmte eine Adaptation eines Romans Theodore Dreisers, Ein Platz an der Sonne, in der Montgomery Clift einen ambitionierten jungen Arbeiter darstellt, der seine schwangere Freundin (Shelley Winters) tötet, um mit einer jungen Dame der feinen Gesellschaft (Taylor) leben zu können. Unter der Regie von George Stevens, der aufgrund des geltenden Hays Codes alle gesellschaftskritischen Implikationen des Stoffes vertuschen und die persönlichen Motive der Figuren in den Vordergrund rücken musste, stellte Taylor die junge Verführerin nicht als leichtlebige Frau, sondern so sympathisch dar, dass das Publikum mit dem Mörder Mitgefühl empfand. Der Film kam nach langen Schnittarbeiten im August 1951 in die Kinos und spielte 3,5 Millionen US-Dollar ein. Damit war er einer der zehn erfolgreichsten Produktionen des Jahres. Der einflussreiche Kritiker Andrew Sarris urteilte, Clift und Taylor seien „das schönste Paar in der Geschichte des Kinos“.
Kommerziell herausragende Produktionen von MGM mit Taylor waren Vater der Braut (1950), Ein Geschenk des Himmels (1951) und Ivanhoe – Der schwarze Ritter (1952). Vater der Braut und seine Fortsetzung, Ein Geschenk des Himmels, waren auf das Talent Spencer Tracys zugeschnitten und erzählten auf heitere Art von den Erlebnissen eines Vaters, dessen Tochter (Taylor) heiratet und ihr erstes Kind bekommt. 1950 erwarb Taylor, die seit 1942 die firmeneigene Schule (MGM Studio School) besuchte, ihr High-School-Diplom. Ihre Heirat mit dem Hotel-Erben Conrad Hilton Jr. im Mai 1950 nutzte MGM als Werbung für die Tracy-Filme. Als Taylor im Sommer 1951 nach England reiste, um Ivanhoe – Der schwarze Ritter zu drehen, war die Ehe bereits geschieden. In diesem Kostümfilm spielt Taylor eine Nebenrolle, doch erzielt er in US-Kinos das viertbeste Einspielergebnis des Jahres, und MGM gibt Taylor einen neuen Studiovertrag über sieben Jahre.
Trotz des Erfolgs von Ein Platz an der Sonne wurde Elizabeth Taylor von MGM in den frühen 1950er Jahren nicht (wie Grace Kelly) als Spitzenkraft eingesetzt. Wegen ihrer Scheidung und einiger Liebesaffären hatte sie eine schlechte Presse. Zwar war sie wiederholt für interessante Hauptrollen im Gespräch, z. B. in Die Thronfolgerin, Ein Herz und eine Krone und Die barfüßige Gräfin, doch wurden ihr andere Darstellerinnen vorgezogen. Pech hatte sie auch mit der Komödie Die süße Falle, deren Kinostart sich bis 1952 verzögerte, da ihr Leinwandpartner, Larry Parks, auf die Schwarze Liste des Komitees für unamerikanische Umtriebe gesetzt worden war.
Eine Lehre, die MGM aus Taylors Erfolg in Ein Platz an der Sonne zog, war, sie am erfolgreichsten als verwöhnte junge Dame aus der High Society einsetzen zu können; so entstanden Ein verwöhntes Biest (1953), Elefantenpfad (1954) und Beau Brummell (1954). Andere Filmstudios setzten später ebenfalls auf dieses Rollenfach, etwa in Giganten (1956), Cleopatra (1963), Brandung (1968), Die Nacht der tausend Augen (1973) und Die Rivalin (1973). Seit ihrer Ehe mit dem Hilton-Erben präsentierte sich Taylor auch privat als Liebhaberin ausschweifenden Luxus; ihr späterer Ehemann, Richard Burton, schenkte ihr eine der wertvollsten Juwelensammlungen der Welt. Keinen Hehl machte Taylor auch aus ihren wechselnden Liebesbeziehungen. Wie der Autor Donald Spoto aufzeigt, waren Taylors Image und die Faszination, die sie auf ihre Zeitgenossen ausübte, eng verzahnt mit der naiven Begeisterung, die der wirtschaftliche Aufschwung der 1950er Jahre erzeugte. Taylor sei in den Augen der Öffentlichkeit eine „Miss Libertine“ gewesen, die „eine Fackel für die absolute Autonomie trägt und damit dem Weg zum Genuss weist – aber sie war auch eine Frau aus Fleisch und Blut in immerwährenden Ferien, und diese Rolle spielte sie in Vollendung.“
Im Jahr 1953 lieh MGM Taylor an Paramount für den Exotikfilm Elefantenpfad aus. Darin verkörpert sie eine attraktive junge Frau, die durch eine überstürzte Heirat mit dem steinreichen Erben einer Teeplantage zu märchenhaftem Reichtum gelangt, jedoch entdecken muss, dass in diesem Paradies für sie kein Platz ist. Der Film ist deshalb bemerkenswert, weil Taylor darin nicht nur als Luxusgeschöpf, sondern erstmals auch als „armes reiches Mädchen“ auftritt, das sich einer schmerzhaften Selbstverleugnung unterzieht und dennoch keine Liebe findet. Sie spielt diese Rolle der starken, sich aber nach Unterwerfung sehnenden Frau später immer wieder, etwa in Symphonie des Herzens (1954), Die Katze auf dem heißen Blechdach (1958), Cleopatra (1963) und Der Widerspenstigen Zähmung (1967).
Eine Variante desselben Rollenfachs war die charmante, aber oberflächliche, selbst- und vergnügungssüchtige junge Frau, die sie bereits in Kleine tapfere Jo (1949) und Ein verwöhntes Biest (1953) verkörpert hatte. Voll entfaltet hat Taylor diesen Charakter in der F.-Scott-Fitzgerald-Adaption Damals in Paris (1954), in der sie eine lebenslustige Amerikanerin darstellt, die sich in einen Schriftsteller (Publikumsliebling Van Johnson) verliebt, dessen künstlerische Ambitionen sie jedoch so wenig respektiert, dass die Beziehung scheitert.

#### Komplexe Charaktere (1955–1960)
Taylor besaß, wie viele ihrer Biografen feststellen, weder ein gutes Urteilsvermögen in Bezug auf Drehbücher noch einen Sinn dafür, welche Filmrollen ihre Karriere voranbrachten. Auch MGM traf in diesem Punkt viele Fehlentscheidungen. Ihr nächstes interessantes Projekt fand sie in der Warner-Produktion Giganten, für die Regisseur George Stevens zunächst Grace Kelly vorsah. Es wurde Taylors bis dahin anspruchsvollste Rolle. Sie verkörpert die Figur der Leslie über eine große Altersspanne hinweg (von 21 bis 45 Jahre) und zeigt sie in ihrer ganzen Komplexität mit geistreichen, emanzipierten, schüchternen und fürsorglichen Zügen. Der Film, in dem in weiteren Hauptrollen Rock Hudson und James Dean auftraten, spielte in den US-Kinos 14 Millionen Dollar ein und war damit der profitabelste, den Warner 1956 herausbrachte.
Danach setzte auch MGM Taylor in einer Prestigeproduktion ein: Die Bestsellerverfilmung Das Land des Regenbaums (1957) zeigt sie als eine Südstaaten-Schönheit, die in der komplizierten Ehe mit einem ungleichen Partner (Montgomery Clift) den Verstand verliert. Sie spielt darin erstmals eine Wahnsinnsszene. Mit Hilfe einer Sprachtrainerin erlernte Taylor für diesen Film einen makellosen Südstaatenakzent. Der von Edward Dmytryk inszenierte und im hauseigenen MGM-Camera-65-Verfahren teuer produzierte Film hätte an den Erfolg des Kassenschlagers Vom Winde verweht anknüpfen sollen.
Obwohl er daran nicht heranreichte, war Das Land des Regenbaums der erste MGM-Film mit Taylor als Leading Lady, der Spitzeneinnahmen erzielte. Der zweite folgte unmittelbar darauf. In der Tennessee-Williams-Verfilmung Die Katze auf dem heißen Blechdach (1958) verkörperte sie eine junge Ehefrau, Maggie, die ihren Mann Brick (Paul Newman), der an einem unaussprechlichen Problem leidet, vor dessen selbstzerstörerischen Tendenzen zu bewahren sucht. In Williams’ Vorlage ist Brick homosexuell, ein Thema, das Regisseur Richard Brooks wegen des geltenden Hays Code nicht in den Film übernehmen durfte. Brooks beschäftigt sich daher intensiv mit der Gestaltung Maggies, und unter seiner Regie interpretiert Taylor sie als vielschichtige Frau mit ebenso vielen menschlichen Schwächen wie liebenswerten Zügen, die sich einerseits das Erbe ihres siechen Schwiegervaters sichern möchte, sich andererseits aber auch wirklich danach sehnt, die Liebe ihres Mannes zu gewinnen. Die Katze auf dem heißen Blechdach wurde der kommerziell erfolgreichste MGM-Film des Jahres und bescherte Taylor nicht nur die besten Kritiken ihrer bisherigen Karriere, sondern erstmals auch einen Platz unter den zehn kassenträchtigsten Stars in der Quigley’s Annual List of Box-Office Champions, in der sie bis 1968 insgesamt neunmal vertreten war.
Während der Dreharbeiten kam Taylors dritter Ehemann, der Filmproduzent Michael Todd, bei einem Flugzeugabsturz ums Leben. Dass sie kurz darauf eine Romanze mit dem Sänger Eddie Fisher begann, der ihretwegen seine Frau, die Schauspielerin Debbie Reynolds, verließ, brachte ihr vorübergehend eine schlechte Presse. Aus Liebe zu Fisher, den sie im Frühjahr 1959 heiratete, trat Taylor, die im Glauben der Christian Science erzogen worden war, zum Reformjudentum über.
1958 lief Taylors Vertrag mit MGM aus. Ihre erste Arbeit als freischaffende Künstlerin fand sie im Sommer 1959 bei Columbia Pictures: In Plötzlich im letzten Sommer, einer weiteren Tennessee-Williams-Verfilmung, spielte sie eine verführerische junge Frau, die einen jungen Mann liebt. Dieser missbraucht sie aber als Köder für die Männer, die er eigentlich begehrt. Als er ein bestialisches Ende findet, dessen Umstände seine Mutter (Katharine Hepburn) zu vertuschen sucht, ist die junge Frau traumatisiert und entkommt dem Wahnsinn nur dank eines verständnisvollen Nervenarztes (Montgomery Clift). Während der Film mit seiner Schilderung von Gewalt, Inzest, Kannibalismus und Prostitution eine starke Herausforderung an den Hays Code bildete, wurde er der kommerziell erfolgreichste Columbia-Film des Jahres.
Nachdem Taylors Vertrag mit MGM ausgelaufen war, schuldete sie der Firma noch einen Film. So spielte sie die Gloria in Telefon Butterfield 8. Wie unter anderem Donald Spoto bemerkt, besitzen die Figuren dieses Films keine Tiefe, und sein Thema, die unglückliche Liebe eines Callgirls zu einem verheirateten Mann, erreicht keine echte Tragik. Trotz des schwachen Drehbuchs gelang es Taylor hier, ihr schauspielerisches Repertoire noch einmal zu erweitern und anstelle einer süßen, unschuldigen jungen Frau erstmals eine Figur mit dunklen, sinnlichen und bösen Seiten darzustellen. Telefon Butterfield 8 war der kommerziell erfolgreichste Film, den MGM 1960 in die Kinos brachte, und er bescherte Elizabeth Taylor, die bereits 1958, 1959 und 1960 dafür nominiert war, ihren ersten Oscar.

### Cleopatra
Danach schloss Taylor, wie es inzwischen branchenüblich war, nur noch Verträge über einzelne Filmprojekte ab. Mit der Wahrnehmung ihrer Interessen hatte sie bereits um 1958 den Agenten Kurt Frings beauftragt, der auch Audrey Hepburn betreute. Frings verhandelte für Taylor mit 20th Century Fox über die Titelrolle in dem Monumentalfilm Cleopatra, einem Prestigeobjekt, mit dem sich das finanziell angeschlagene Unternehmen zu sanieren hoffte. Da Filme mit Taylor meist sichere Investitionen waren, war Fox auch mit ihrer Forderung einer Gage in Höhe von einer Million Dollar einverstanden – ein Betrag, der keinem Filmstar je gezahlt worden war. Da Taylor später auch als Koproduzentin am Gewinn beteiligt war, beliefen sich ihre Gesamteinnahmen aus dem Film auf mehr als sieben Millionen Dollar. Taylor mochte die Rolle, weil sie die Kleopatra nicht allein als berechnende Verführerin, sondern auch als Idealistin spielen durfte, die sich für den Frieden einsetzt und dafür auf einen Teil ihrer Macht verzichtet. Die Dreharbeiten begannen nach langer Vorbereitung im Sommer 1960 in London. Da weder das Drehbuch noch die Dekorationen termingerecht fertig wurden und Taylor zweimal erkrankte, kam es zu weiteren Unterbrechungen, sodass die Produktionskosten von den veranschlagten zwei auf mehr als 37 Millionen US-Dollar stiegen.
Endgültiger Produktionsort wurde Rom. Stephen Boyd, der in Cleopatra zunächst die Rolle des Marcus Antonius spielen sollte, wurde im September 1961 durch Richard Burton ersetzt, den Taylor seit den frühen 1950er Jahren flüchtig kannte. Da sowohl Taylor als auch Burton verheiratet waren und die Produktionsfirmen mit der Presse keine Diskretionsübereinkünfte mehr hatten, erregte die Liebesbeziehung, die sich zwischen den beiden Hauptdarstellern in Rom entwickelte, Anstoß bei der Öffentlichkeit. Sie wurde nicht nur vom Vatikan – von Papst Johannes XXIII., von Radio Vatikan und besonders scharf vom Osservatore della Domenica – öffentlich kritisiert, sondern auch von Iris Blitch, einer Abgeordneten des US-Repräsentantenhauses, die sich im Frühjahr 1962 vergeblich dafür einsetzte, Taylor und Burton die Wiedereinreise in die USA zu verwehren. Die Beziehung Taylors und Burtons wurde zu der „am beharrlichsten veröffentlichten Privatangelegenheit der 1960er Jahre“. Seit ihrem Bekanntwerden im April 1962 wurde das Paar ständig von Paparazzi und neugierigen Menschenmassen belagert. Der unverhohlene Verstoß gegen gesellschaftliche Konventionen und ihre ostentative Gleichgültigkeit gegenüber der moralischen Entrüstung, die sie auslösten, trugen, wie Taylors Biografen später betonen, zur Liberalisierung der Gesellschaft und der Enttabuisierung von „unerlaubtem“ Sex bei. Ihre Beziehung diente als Musterfall, der im gesellschaftlichen Diskurs immer wieder angeführt wurde. Randy Taraborrelli schrieb: „Sie haben in der Tat eine sexuelle Revolution angeführt.“
Der Cleopatra-Film amortisierte sich 1966 und gilt heute als der kommerziell erfolgreichste seines Kinojahrgangs.

### Elizabeth Taylor und Richard Burton (1962–1972)

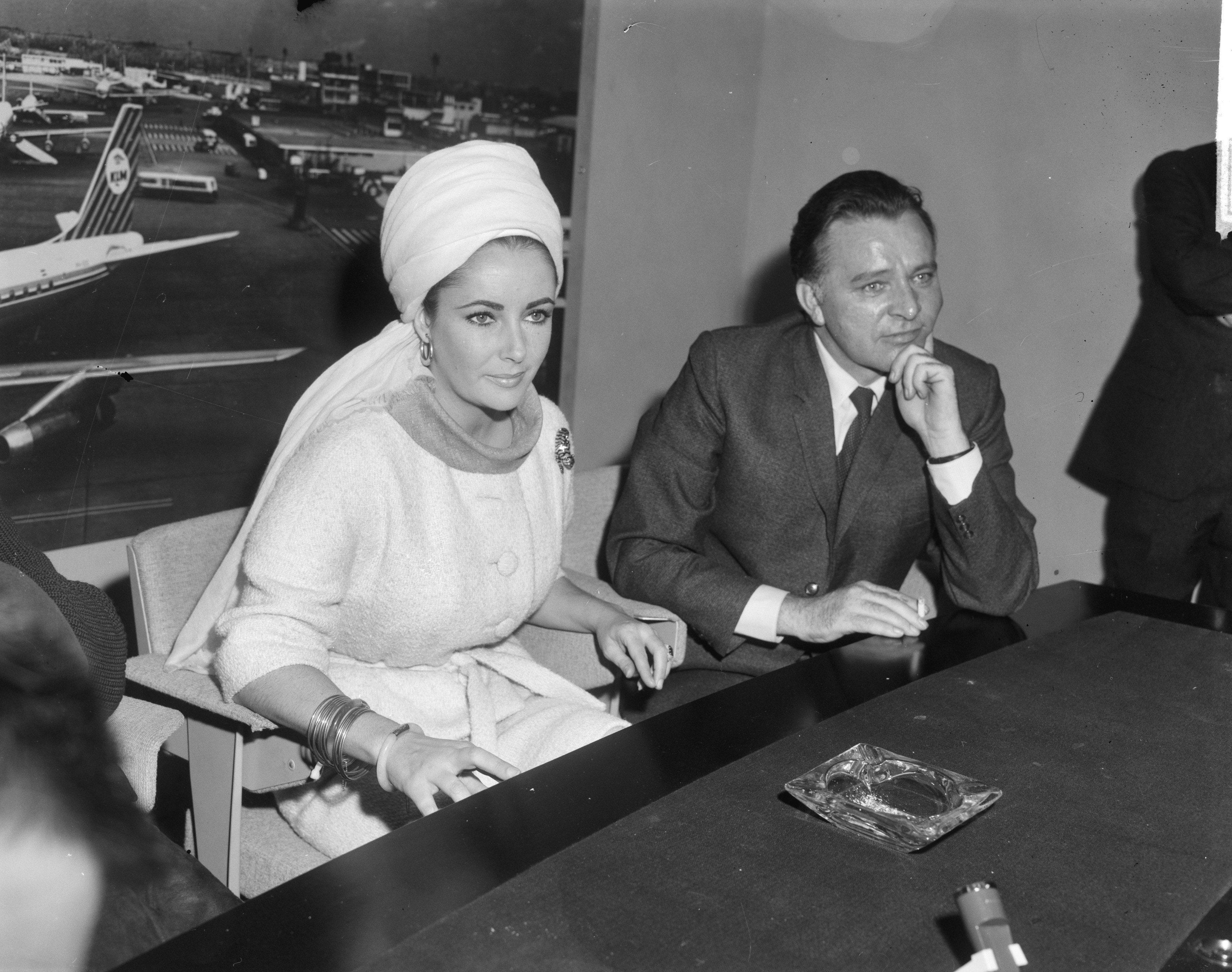
Taylor mit Richard Burton (1965)

Als Taylor und Burton am 15. März 1964 heirateten, waren sie in der Boulevardpresse so präsent und das Bedürfnis des Publikums, das Paar auf der Leinwand zu erleben, so groß, dass bis 1967 alle Filme, in denen sie gemeinsam auftraten, ihre Herstellungskosten problemlos einspielten, und dies galt sogar für jene, die von der Kritik verrissen wurden. Taylors Gage je Film betrug bis 1969 fast immer eine Million US-Dollar; Burton erhielt meist weniger. Von 1963 bis 1973 wirkte das Paar in zehn weiteren Kinofilmen mit, wobei Taylor in dreien nur kleine Rollen übernahm (Doktor Faustus, 1967; Königin für tausend Tage, 1969; Unter dem Milchwald, 1972). In den übrigen Filmen, insbesondere Hotel International (1963), … die alles begehren (1965), Wer hat Angst vor Virginia Woolf? (1966), Der Widerspenstigen Zähmung (1967) und Seine Scheidung, ihre Scheidung (1973), bediente das Schauspielerpaar die Erwartungen des Publikums, das sich am turbulenten Liebes- und Eheleben der beiden ergötzte.
Burton, der bis dahin vor allem den Rang eines erstklassigen Bühnendarstellers, insbesondere in Shakespeare-Stücken, hatte, erlangte durch die Filme mit Taylor Starruhm. In künstlerischer Hinsicht war die Zusammenarbeit für ihn weniger produktiv. Obwohl er von Taylor manches über die Filmschauspielerei lernte, zeigte er seine besten Leistungen in Filmen wie Becket (1963), Die Nacht des Leguan (1964) und Der Spion, der aus der Kälte kam (1965) ohne sie.
Alle Filme, in denen Taylor in den folgenden Jahren auftrat, wurden in Europa produziert. Wohl aus steuerlichen Gründen gab sie Mitte der 1960er Jahre ihre US-Staatsbürgerschaft auf und nahm formell ihren Wohnsitz in der Schweiz. Auf die Liebesfilme Hotel International und … die alles begehren folgte 1965/66 die von Warner Bros. produzierte Edward-Albee-Verfilmung Wer hat Angst vor Virginia Woolf?, ein von gewagten Dialogen getragenes Kammerspiel über Illusionen, die menschliche Beziehungen, besonders die Ehe, bedrohen. Taylor spielt in diesem Film erneut eine äußerst komplexe Rolle und erstmals eine Frau, die 12 oder 15 Jahre älter war als sie selbst. Der Film wurde der kommerziell erfolgreichste von Warner im Jahr 1966, und ihre Rolle brachte Taylor 1967 neben einigen bedeutenden Kritikerpreisen auch ihren zweiten Oscar ein.
Ellis Auburn beklagt, dass dieser Oscar der „Todeskuss“ für Taylors Karriere als ernsthafte Schauspielerin gewesen sei, weil er zu einem Type-Casting als Xanthippe geführt habe, dem sie sich in den folgenden Jahren kaum noch habe entziehen können. Als keifende, stichelnde Megäre trat sie in ihren nächsten größeren Rollen in Erscheinung, so etwa als Katharina in Franco Zeffirellis Shakespeare-Adaption Der Widerspenstigen Zähmung (1967, mit Burton) und als Leonora in John Hustons künstlerisch und thematisch ungewöhnlichem, doch kommerziell erfolglosem Kammerspiel Spiegelbild im goldenen Auge (1967). 1967 gründeten Taylor und Burton das Unternehmen Taybur, mit dem sie selbst Filme produzieren wollten, das jedoch nie tätig wurde. Der Avantgardefilm Brandung (1968), in dem Taylor sich wieder laut und vulgär geben musste, ist der erste einer ganzen Serie von Filmen – Die Frau aus dem Nichts (1969), Das einzige Spiel in der Stadt (1970), X, Y und Zee (1972), Unter dem Milchwald (1972, mit Burton), Hammersmith is out (1972, mit Burton), Die Nacht der tausend Augen (1973) und Die Rivalin (1973) –, für die sie immer noch Millionengagen erhielt, die jedoch in den USA bei Publikum und Kritik durchfielen. In Europa dagegen erhielt Taylor jetzt bedeutende Filmpreise, und einige Kritiker und Autoren sind der Auffassung, dass sie ihre besten schauspielerischen Leistungen erst in dieser Zeit zeigte, in der sie sich traute, weniger attraktive Frauen darzustellen.

### Rückzug aus dem Filmgeschäft und Tod

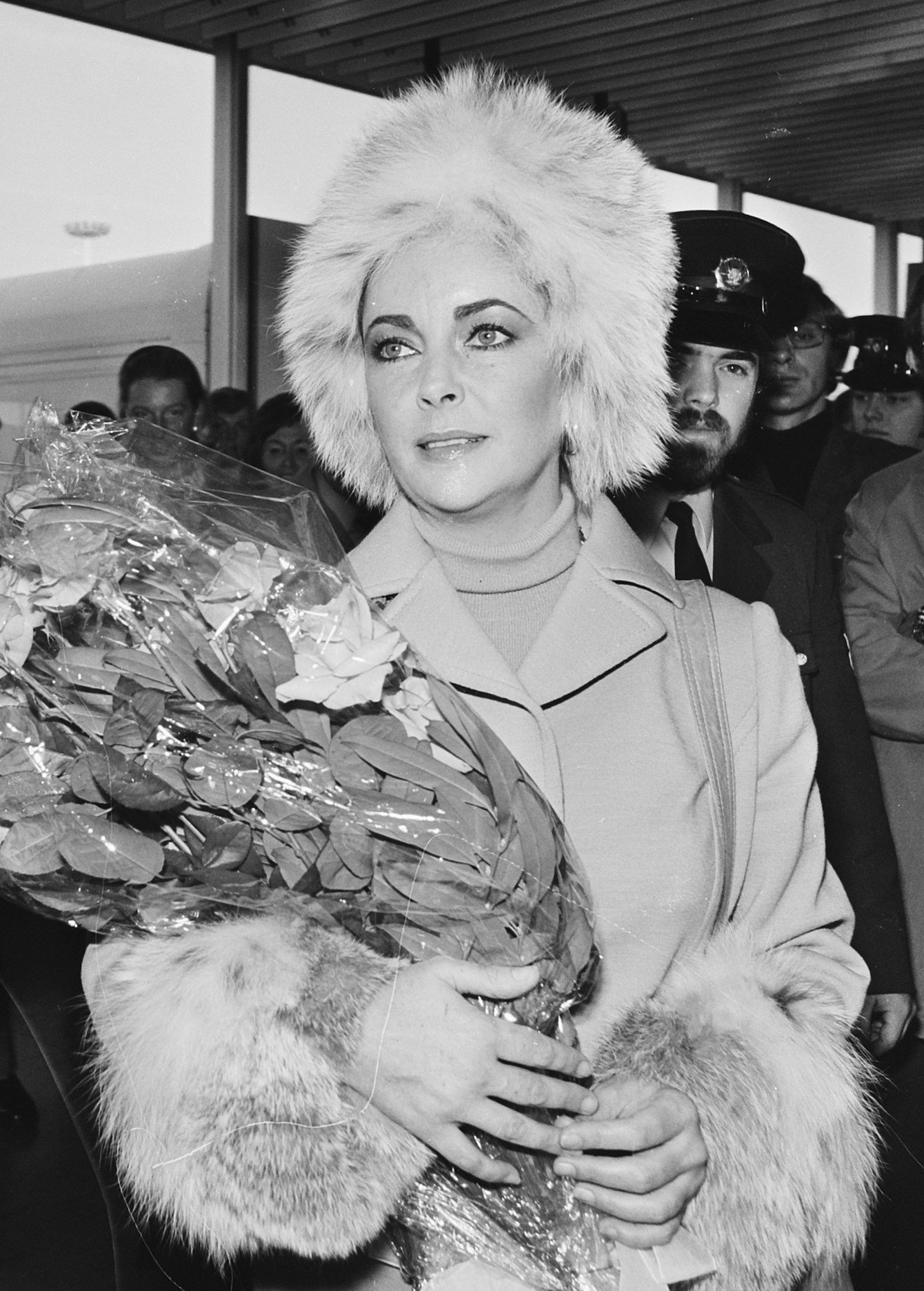
Taylor in den Niederlanden (1973)

Das Fernsehen gewann ab den 1950er Jahren größere Bedeutung, und 1972 nahm Taylor erstmals eine Fernsehrolle an, in dem für ABC produzierten Film Seine Scheidung, ihre Scheidung. Es war ihr letzter gemeinsamer Filmauftritt mit Richard Burton. Ihre Ehe wurde 1974 geschieden; 1975 heirateten sie erneut, ließen sich aber 1976 wieder scheiden.
Taylors letzte Kinoauftritte, in Identikit (1974), Der blaue Vogel (1976), Das Lächeln einer Sommernacht (1977), Mord im Spiegel (1980), Il giovane Toscanini (1988) und Flintstones – Die Familie Feuerstein (1994), wurden vom Publikum und der Kritik kaum beachtet. Taylor wurde 1972 vierzig Jahre alt und war damit nach den Maßstäben Hollywoods für eine Leading Lady zu alt; die Suche nach guten Rollen wurde auch durch ihre inzwischen mollige Figur erschwert. Beschleunigt wurde das Ende ihrer Filmkarriere zudem durch ihre Heirat mit John Warner, mit dem sie ab 1978, nach seiner Wahl zum US-Senator, in Washington, D.C. lebte.
1981 trat Taylor erstmals als Bühnendarstellerin auf, zunächst in Lillian Hellmans Familiendrama Die kleinen Füchse, das Zev Bufman für den Broadway produzierte. Das Stück kam beim Publikum gut an und brachte Taylor in neun Monaten 1,5 Millionen Dollar ein. 1983 folgte Noël Cowards Scheidungslustspiel Private Lives, in dem sie zum letzten Mal mit Richard Burton auftrat, der bald darauf starb. Obwohl von der Kritik verrissen, war Private Lives, an dem Taylor als Koproduzentin mitverdiente, ein Publikumserfolg.
Im Dezember 1983 begann Taylor, die seit ihrer Beziehung mit Burton unter Suchtproblemen litt, eine siebenwöchige Entziehungskur im Betty Ford Center. Im Oktober 1988 folgte dort ein zweiter stationärer Aufenthalt. Taylor war neben Liza Minnelli die erste Prominente, die öffentlich über diese Kuren sprach und damit auch um Anerkennung von Alkoholismus als Krankheitsbild warb.
Bis 2001 erschien Elizabeth Taylor in mehreren Fernsehfilmen, darunter Freundinnen fürs Leben (1983), Verrücktes Hollywood (1985), Schatten des Ruhms (1986) und Poker Alice (1987), sowie in einzelnen Folgen von Fernsehserien wie General Hospital, All My Children, Hotel und Fackeln im Sturm. Von 1992 bis 2003 betätigte sie sich gelegentlich als Synchronsprecherin in Animationsfilmen und -serien.
Elizabeth Taylor lebte von 1981 an in einer Villa in Bel Air, Kalifornien. 1997 wurde ihr ein Hirntumor entfernt. Nach 2003 war sie nicht mehr schauspielerisch aktiv, erschien aber noch in Talkshows und Fernsehsendungen. Sie starb am 23. März 2011 im Alter von 79 Jahren im Cedars-Sinai Medical Center in Los Angeles an Herzinsuffizienz. Seit Februar 2011 war sie dort wegen Herzbeschwerden in Behandlung. Die Beerdigung fand tags darauf im Great Mausoleum des Forest Lawn Memorial Park in Glendale statt. Zu ihrer Beerdigung – so hatte sie testamentarisch verfügt – traf ihr Sarg, wie einer Diva gebührend, mit einer 15-minütigen Verspätung ein.

## Kinder, Ehen und Freundschaften

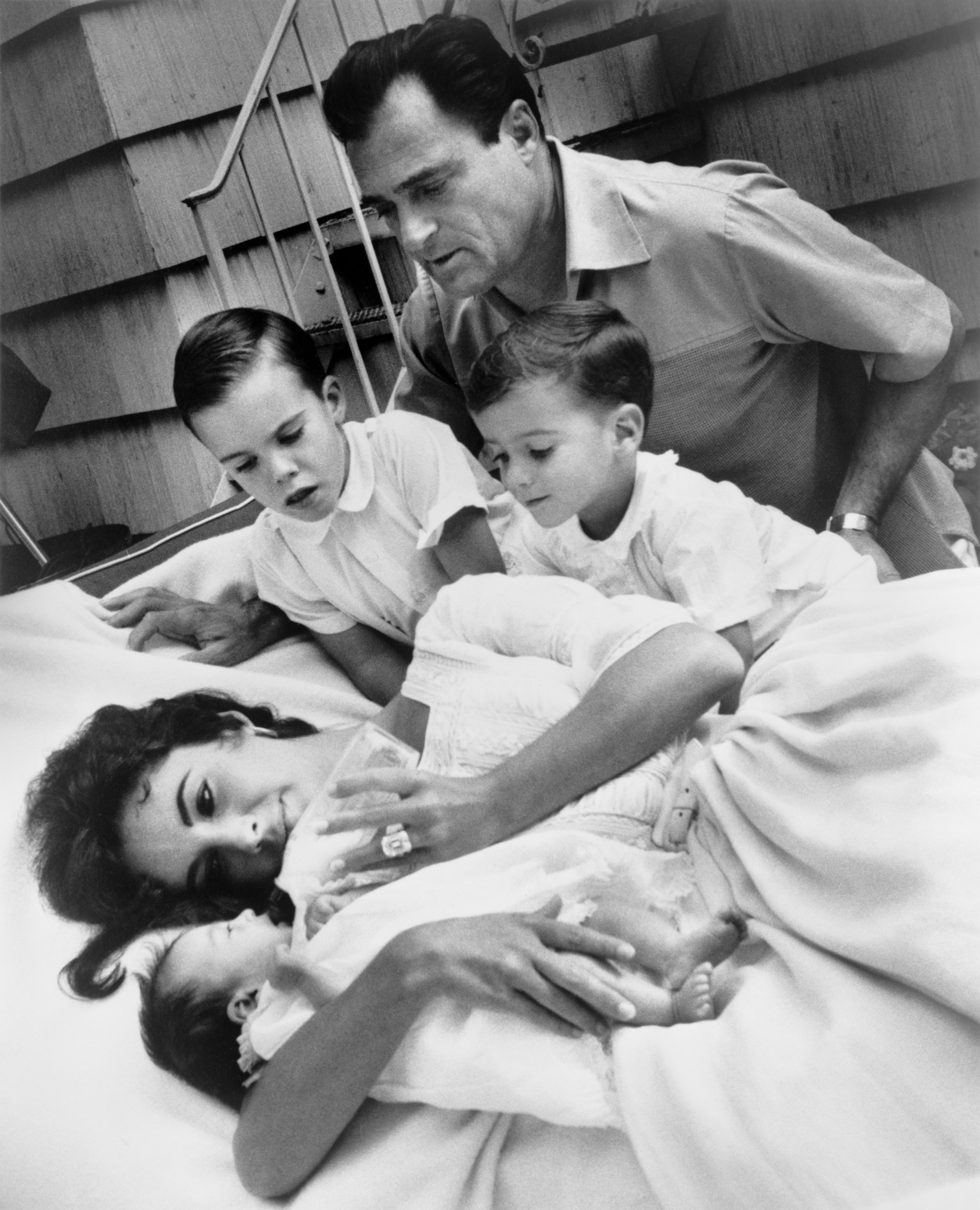
Elizabeth Taylor mit Tochter Liza Todd, den Söhnen Christopher und Michael Wilding und ihrem Ehemann Michael Todd, fotografiert von Toni Frissell, 1957

Elizabeth Taylor hatte drei leibliche Kinder und eine Adoptivtochter und war achtmal verheiratet:
1. Conrad Hilton Jr. (6. Mai 1950 – 1. Februar 1951; geschieden)[95]
2. Michael Wilding (21. Februar 1952 – 26. Januar 1957; geschieden),
zwei gemeinsame Söhne: Michael Jr. (* 1953; Schauspieler) und Christopher (* 1955)[96]
3. Michael Todd (2. Februar 1957 – 22. März 1958; die Ehe bestand bis Todds Tod durch einen Flugzeugabsturz),
eine gemeinsame Tochter: Elizabeth „Liza“ Frances (* 1957)[97]
4. Eddie Fisher (12. Mai 1959 – 6. März 1964; geschieden)[98]
5. Richard Burton (15. März 1964 – 26. Juni 1974; geschieden),
in der Ehe wurde eine Tochter adoptiert: Maria (* 1961, adoptiert 1964); das Adoptionsverfahren hatte Taylor bereits während der vorangegangenen Ehe mit Fisher eingeleitet[99]
6. Richard Burton (10. Oktober 1975 – 29. Juli 1976; geschieden)[100]
7. John Warner (4. Dezember 1976 – 7. November 1982; geschieden)[101]
8. Larry Fortensky (6. Oktober 1991 – 31. Oktober 1995; geschieden)[102]

Taylor war seit ihrer Kindheit mit dem Schauspieler Roddy McDowall, seit den Dreharbeiten für Ein Platz an der Sonne mit Montgomery Clift und seit 1984 mit Michael Jackson befreundet. Seit den Dreharbeiten zu Giganten war Taylor außerdem eng mit Rock Hudson befreundet. Sie organisierte 1985 nach seinem Tod seine Gedenkfeier mit. Ihr Engagement für HIV-Infizierte rührte zu einem großen Teil von dieser Freundschaft her.

## Schauspieltechnik und Ausdrucksmittel
Wie viele andere erfolgreiche Darstellerinnen ihrer Generation – z. B. Shirley Temple, Audrey Hepburn, Tippi Hedren, Debbie Reynolds, Kim Novak und Shirley MacLaine – hat Elizabeth Taylor nie formalen Schauspielunterricht erhalten, sondern eignete sich ihr handwerkliches Können am Filmset an, wo sie von ihren Regisseuren (George Stevens, Richard Brooks, Mike Nichols) und später auch ihren Filmpartnern (Montgomery Clift, Richard Burton) angewiesen und geschult wurde. Auch ihre Mutter wird als ihre Lehrerin genannt.
Dieses Learning by Doing hatte für Taylors Schauspielarbeit eine Reihe von Konsequenzen. Die MGM-Studios waren eine effiziente Einrichtung, in der es um viel Geld ging und in der Disziplin mehr zählte als künstlerische Selbstverwirklichung. Taylor fügte sich in dieses System ein, weil sie sehr jung gelernt hatte, die Erwartungen ihrer Regisseure zu erfüllen. Sie war am Set konzentriert und patzte selten, sodass meist bereits der erste Take verwendet werden konnte. Bei MGM erhielt sie den Spitznamen „One-Shot-Liz“' („Eine-Aufnahme-Liz“). Mehr als viele andere Darstellerinnen war Taylor aber auch abhängig von der Fähigkeit ihrer Regisseure, und ihre schwächsten schauspielerischen Leistungen zeigte sie immer dann, wenn ihr Regisseur mittelmäßig war.
Anders als Darsteller, die Method Acting betrieben und die Schauspielszene in den 1950er Jahren zu dominieren begannen, und ähnlich wie z. B. Spencer Tracy bereitete sich Taylor zwar auf ihren Text vor, doch ihre Ausdrucksmittel (Betonung, Gesten usw.) waren nicht geplant, sondern wurden von ihr spontan vor der Kamera entwickelt. Einige ihrer Leinwandpartner, die über eine reguläre Ausbildung verfügten, waren irritiert, dass sie während Proben oft nur unbeteiligt ihren Text aufsagte und erst zu spielen begann, wenn die Kamera anlief. Ähnlich wie bei Marilyn Monroe wurde auch Taylors schauspielerische Arbeit von Kritikern oft wenig beachtet, weil Regie, Kamera, Licht und Maske ihre Schönheit so professionell und wirkungsvoll in Szene setzten, dass ihre eigentlichen Ausdrucksmittel leicht zu übersehen waren. Allerdings glaubte auch Taylor selbst, am besten zu sein, wenn sie sorgfältig kostümiert, geschminkt und ausgeleuchtet war.

## Engagement und Tätigkeiten außerhalb von Film und Fernsehen

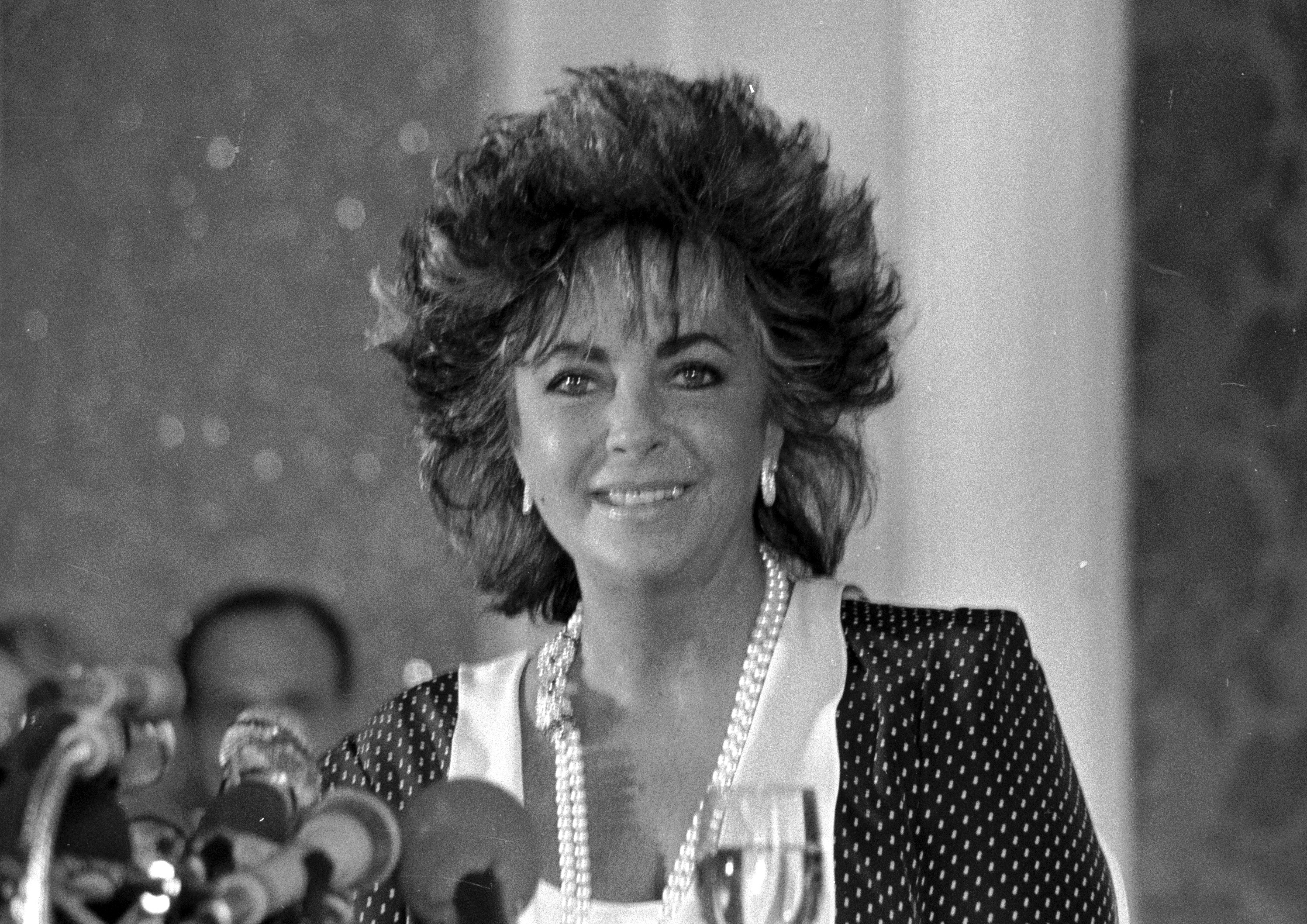
Elizabeth Taylor (1985)

Anfang 1958 – im Kalten Krieg – unternahm Taylors dritter Ehemann, der Filmproduzent Michael Todd, einen Versuch, die Schauspielerin als Goodwill-Botschafterin für eine US-amerikanisch-sowjetische Verständigung zu lancieren. Die US-Behörden wollten davon nichts wissen, und obwohl es Taylor während eines Moskau-Besuchs am 27. Januar 1958 gelungen war, Bulganin, Chruschtschow, Mikojan und Gromyko vorgestellt zu werden, endeten ihre Anstrengungen erfolglos. Stärkere Resonanz zumindest in der Presse fand eine zweite Goodwill-Reise hinter den Eisernen Vorhang, die Taylor und Eddie Fisher im Juli 1961 anlässlich des Internationalen Filmfestivals Moskau unternahmen. 1975 wirkte Taylor in dem in Moskau und Leningrad gedrehten Märchenfilm Der blaue Vogel mit. Der Film war die einzige amerikanisch-sowjetische Koproduktion, zu der es in der Zeit des Kalten Krieges kam. In den US-Kinos floppte sie. Eine dritte „diplomatische Mission“, die mit den US-Behörden nicht abgestimmt war, führte Taylor Ende 1982 in den Libanon und nach Israel.
Im Jahr 1976 stellte Taylor ihren Namen für die Gründung eines Schmuckhandelsunternehmens zur Verfügung, wurde dabei aber um die vereinbarten Gewinne gebracht und trennte sich von dem Unternehmen Anfang 1978. 1987 vermarktete das Chesebrough-Pond’s-Tochterunternehmen Parfums International erstmals ein nach Taylor benanntes Parfüm; weitere folgten. Mitte der 1990er Jahre war sie aufgrund ihrer Einnahmen aus diesem Geschäft laut Forbes Magazine eine der reichsten Frauen der Vereinigten Staaten; 1994 betrug ihr persönliches Vermögen mehr als 600 Millionen Dollar.
Zusammen mit Richard Burton, der an Hämophilie litt, hatte Taylor bereits 1964 den Richard Burton Hemophilia Fund gegründet, der Geld für die Aufklärung über diese Krankheit sammelte. 1981 brach in den USA die AIDS-Pandemie aus, und während die Behörden und Politiker das Problem, das anfangs ausschließlich mit Homosexualität in Verbindung gebracht wurde, ignorierten, war Taylor im Juni 1985 die erste Persönlichkeit des Landes, die ihre Prominenz nutzte, um öffentlich aufzuklären. 1985 wurde sie Vorsitzende eines der ersten großen AIDS-Benefiz-Veranstalter (Commitment of Life), dessen Erlöse dem AIDS Project Los Angeles (APLA) zugutekamen, und arbeitete zudem an der Gründung der American Foundation for AIDS Research (AmfAR) mit. 1991 gründete sie eine eigene Elizabeth Taylor AIDS Foundation. Bis 1992 trat sie mit ihrem Engagement öfters öffentlich in Erscheinung und warb mehr Spendengelder für die AIDS-Arbeit ein als jeder andere Prominente im Land.

## Image und Wirkung
Taylors Kinokarriere erstreckte sich über einen Zeitraum von 52 Jahren, in dem sie vom naiven Kind zur alternden Dame reifte. Ihr Image entwickelte sich in dieser Zeit stetig weiter, wobei die Werbeabteilung von MGM und später die Boulevardpresse häufig nur dem folgen konnten, was Taylor ihnen selbst vorgab. Sie war eine der ersten Schöpfungen von MGM, die sich den Vorgaben des väterlichen Louis B. Mayer nicht bedingungslos unterwarfen und über ihre Karriere – wenigstens zum Teil – selbst entscheiden wollten. Als sie MGM 1958 verließ und damit auch formal die Freiheit erlangte, über ihr Image zu bestimmen, hatte sie die Kunst der medienwirksamen Selbstdarstellung bereits verinnerlicht. Als MGM-Geschöpf hatte sie früh gelernt, dass nicht nur die Arbeit vor der Kamera, sondern ihr ganzes Leben – Fototermine, öffentliche Auftritte, Preisverleihungen – Schauspiel war. „Sie lernte zu spielen, Elizabeth Taylor zu sein, und das war ein Vollzeitjob.“ Und: „Sie hat es geliebt, ein Star zu sein, und hat sich selten, wie das soviele andere Prominente tun, darüber beklagt […].“ Seit 1964 wurde Taylor überdies von einem der besten Presseagenten des Landes, John Springer, unterstützt.
Durch ihr wiederholtes Auftreten in Filmadaptionen von Werken homosexueller Autoren (Tennessee Williams, Edward Albee, James Kirkwood Jr.), in Filmen, die offen oder verdeckt von Homosexualität handelten (Spiegelbild im goldenen Auge, Die Frau aus dem Nichts, X, Y und Zee), durch Trash- und Drag-Rollen wie in Brandung, die von ihren schwulen Fans als Camp wahrgenommen wurden, und durch ihre Freundschaften mit bisexuellen und homosexuellen Kollegen (Roddy McDowall, Montgomery Clift, Rock Hudson, Helmut Berger) stieg Taylor zudem zu einem Idol des homosexuellen Publikums auf. Zu den Künstlern, die ihr stilistische Anregungen verdankten, zählte u. a. die Drag Queen Divine.
Der Pop-Art-Künstler Andy Warhol malte Taylor in den 1960er Jahren mehrmals. Michael Jackson, der in seinem Wohnsitz Neverland einen „Elizabeth-Taylor-Heiligenschrein“ eingerichtet hatte, zitierte diesen 1988 scherzhaft in seinem Musikvideo Moonwalker (Song Leave Me Alone). Später schrieb er den Song Elizabeth, I Love You, den er 1997 in einer für ABC produzierten Fernsehgala sang.
In Japan brachte der Verlag Time Kill Communication 1998 eine Zeitschrift auf den Markt, die Geschiedenen Lebenshilfe versprach und deren Titel LIZ auf die siebenmal geschiedene Elizabeth Taylor verwies. Der Spielzeughersteller Mattel brachte 2000 drei Barbie-Puppen-Modelle unter dem Namen Elizabeth Taylor heraus.
Elizabeth Taylor wurde von der Presse, von Bildbandverlagen und von individuellen Persönlichkeiten immer wieder als die „schönste Frau der Welt“ gefeiert. Das American Film Institute setzte sie in ihrer Liste der 25 größten weiblichen Leinwandlegenden der US-amerikanischen Filmgeschichte auf Platz 7.

## Deutsche Synchronstimmen
- Caroline Ruprecht: Lassie – Held auf vier Pfoten
- Carolin van Bergen: Unser Leben mit Vater
- Erika Georgi: Die unvollkommene Dame (1. Synchronfassung von 1949), Kleine tapfere Jo
- Dorette Hugo: Die unvollkommene Dame (2. Synchronfassung von 1993)
- Marion Degler: Verschwörer, Elefantenpfad, Symphonie des Herzens, Damals in Paris, Beau Brummell, Das Land des Regenbaums, Die Katze auf dem heißen Blechdach, … die alles begehren
- Bettina Schön: Vater der Braut, Ein Geschenk des Himmels, Ivanhoe, der schwarze Ritter, Ein Platz an der Sonne, Mord im Spiegel, Schatten des Ruhms, Süßer Vogel Jugend
- Kathrin Simon: Ein verwöhntes Biest
- Eleonore Noelle: Giganten
- Johanna von Koczian: Plötzlich im letzten Sommer
- Dinah Hinz: Telefon Butterfield 8, Hotel International
- Rosemarie Fendel: Cleopatra, Spiegelbild im goldenen Auge, Der Widerspenstigen Zähmung, Die Stunde der Komödianten, Brandung, Die Frau aus dem Nichts, Das einzige Spiel in der Stadt, Hammersmith ist raus, X, Y und Zee, Seine Scheidung, ihre Scheidung, Die Nacht der tausend Augen, Die Rivalin, Der blaue Vogel, Unternehmen Entebbe, Das Lächeln einer Sommernacht, Freundinnen fürs Leben, Fackeln im Sturm
- Hannelore Schroth: Wer hat Angst vor Virginia Woolf?
- Annekathrin Bürger: Verrücktes Hollywood
- Ursula Werner: Poker Alice
- Ute Meinhardt: Das gibt’s nie wieder – That’s Entertainment
- Dagmar Altrichter: Flintstones – Die Familie Feuerstein
- Renate Küster: Die Nanny

## Filmografie

### Kinofilme
- 1942: There’s One Born Every Minute – Regie: Harold Young
- 1943: Heimweh (Lassie Come Home) – Regie: Fred M. Wilcox
- 1943: Die Waise von Lowood (Jane Eyre) – Regie: Robert Stevenson
- 1944: Die weißen Klippen (The White Cliffs of Dover) – Regie: Clarence Brown
- 1944: Kleines Mädchen, großes Herz (National Velvet) – Regie: Clarence Brown
- 1946: Lassie – Held auf vier Pfoten (Courage of Lassie) – Regie: Fred M. Wilcox
- 1947: Cynthia – Regie: Robert Z. Leonard
- 1947: Unser Leben mit Vater (Life with Father) – Regie: Michael Curtiz
- 1948: Wirbel um Judy (A Date with Judy) – Regie: Richard Thorpe
- 1948: Die unvollkommene Dame (Julia Misbehaves) – Regie: Jack Conway
- 1949: Kleine tapfere Jo (Little Women) – Regie: Mervyn LeRoy
- 1949: Verschwörer (Conspirator) – Regie: Victor Saville
- 1950: Von Katzen und Katern (The Big Hangover) – Regie: Norman Krasna
- 1950: Vater der Braut (Father of the Bride) – Regie: Vincente Minnelli
- 1951: Ein Geschenk des Himmels (Father’s Little Dividend) – Regie: Vincente Minnelli
- 1951: Ein Platz an der Sonne (A Place in the Sun) – Regie: George Stevens
- 1951: Quo vadis? (als Statistin) – Regie: Mervyn LeRoy
- 1951: Der Cowboy, den es zweimal gab (Callaway Went Thataway) (Cameo-Auftritt) – Regie: Norman Panama, Melvin Frank
- 1952: Die süße Falle (Love Is Better Than Ever) – Regie: Stanley Donen
- 1952: Ivanhoe – Der schwarze Ritter (Ivanhoe) – Regie: Richard Thorpe
- 1953: Ein verwöhntes Biest (The Girl Who Had Everything) – Regie: Richard Thorpe
- 1954: Elefantenpfad (Elephant Walk) – Regie: William Dieterle
- 1954: Symphonie des Herzens (Rhapsody) – Regie: Charles Vidor
- 1954: Beau Brummell – Rebell und Verführer (Beau Brummell) – Regie: Curtis Bernhardt
- 1954: Damals in Paris (The Last Time I Saw Paris) – Regie: Richard Brooks
- 1956: Giganten (Giant) – Regie: George Stevens
- 1957: Das Land des Regenbaums (Raintree County) – Regie: Edward Dmytryk
- 1958: Die Katze auf dem heißen Blechdach (Cat on a Hot Tin Roof) – Regie: Richard Brooks
- 1959: Plötzlich im letzten Sommer (Suddenly, Last Summer) – Regie: Joseph L. Mankiewicz
- 1960: Scent of Mystery/Holiday in Spain (Cameo-Auftritt) – Regie: Jack Cardiff
- 1960: Telefon Butterfield 8 (Butterfield 8) – Regie: Daniel Mann
- 1963: Cleopatra (Cleopatra) – Regie: Joseph L. Mankiewicz
- 1963: Hotel International (The V.I.P.s)
- 1964: Becket (als Statistin) – Regie: Peter Glenville
- 1965: … die alles begehren (The Sandpiper) – Regie: Vincente Minnelli
- 1966: Wer hat Angst vor Virginia Woolf? (Who’s Afraid of Virginia Woolf?) – Regie: Mike Nichols
- 1967: Der Widerspenstigen Zähmung (The Taming of the Shrew) – Regie: Franco Zeffirelli
- 1967: Doktor Faustus (Doctor Faustus) – Regie: Richard Burton, Nevill Coghill
- 1967: Spiegelbild im goldenen Auge (Reflections in a Golden Eye) – Regie: John Huston
- 1967: Die Stunde der Komödianten (The Comedians) – Regie: Peter Glenville
- 1968: Brandung (Boom) – Regie: Joseph Losey
- 1969: Die Frau aus dem Nichts (Secret Ceremony) – Regie: Joseph Losey
- 1969: Königin für tausend Tage (Anne of the Thousand Days) ungenannt – Regie: Charles Jarrott
- 1970: Das einzige Spiel in der Stadt (The Only Game in Town) – Regie: George Stevens
- 1972: X, Y und Zee (Zee and Co.) – Regie: Brian G. Hutton
- 1972: Unter dem Milchwald (Under Milk Wood) – Regie: Andrew Sinclair
- 1972: Hammersmith ist raus (Hammersmith Is Out) – Regie: Peter Ustinov
- 1973: Die Nacht der tausend Augen (Night Watch) – Regie: Brian G. Hutton
- 1973: Die Rivalin (Ash Wednesday) – Regie: Larry Peerce
- 1974: Identikit – Regie: Giuseppe Patroni Griffi
- 1974: Das gibt’s nie wieder (That’s Entertainment!) – Regie: Jack Haley Jr.
- 1976: Der blaue Vogel (The Blue Bird) – Regie: George Cukor
- 1977: Das Lächeln einer Sommernacht (A Little Night Music) – Regie: Harold Price
- 1979: Philadelphia Clan (Winter Kills) – Regie: William Richert
- 1980: Mord im Spiegel (The Mirror Crack’d) – Regie: Guy Hamilton
- 1982: Genocide (Dokumentation) – Regie: Arnold Schwartzman
- 1988: Il giovane Toscanini (Young Toscanini) – Regie: Franco Zeffirelli
- 1994: Flintstones – Die Familie Feuerstein (The Flintstones) – Regie: Brian Levant

### Fernsehfilme und Serien
- 1967: Raumschiff Enterprise (Star Trek, Folge Griff in die Geschichte)
- 1973: Seine Scheidung, ihre Scheidung (Divorce His, Divorce Hers) – Regie: Waris Hussein
- 1977: Unternehmen Entebbe (Victory at Entebbe) – Regie: Marvin J. Chomsky
- 1978: Return Engagement/Repeat Performance – Regie: Joseph Hardy
- 1981: General Hospital (Gastauftritte in 3 Folgen)
- 1983: Freundinnen fürs Leben (Between Friends) – Regie: Lou Antonio
- 1984: Hotel (Folge Privatsphäre)
- 1985: Fackeln im Sturm (North and South) – Regie: Richard T. Heffron
- 1985: Verrücktes Hollywood (Malice in Wonderland) – Regie: Gus Trikonis
- 1986: Schatten des Ruhms (There Must Be a Pony) – Regie: Joseph Sargent
- 1987: Poker Alice – Regie: Arthur Allan Seidelman
- 1989: Süßer Vogel Jugend (Sweet Bird of Youth) – Regie: Nicolas Roeg
- 1996: Die Nanny (The Nanny, Folge Where’s the Pearls?) – Regie: Dorothy Lyman
- 2001: These Old Broads – Regie: Matthew Diamond

### Synchronsprecherin
- 1992: Captain Planet (TV-Animationsserie, 1 Folge)
- 1992: Die Simpsons (TV-Animationsserie, 1 Folge)
- 2003: God, the Devil and Bob (TV-Animationsserie, 1 Folge)

### Filmberichte und Dokumentarfilme über Elizabeth Taylor
- 1963: Elizabeth Taylor in London (Fernsehdokumentation, USA)
- 1975: Elizabeth Taylor: Hollywood’s Child (Fernsehdokumentation, USA)
- 1991: A Closer Look: Elizabeth Taylor (Fernsehdokumentation, USA)
- 1996: Elizabeth Taylor (Fernsehdokumentation, USA, Drehbuch: David Ansen)
- 2000: Elizabeth Taylor: England’s Other Elizabeth (Fernsehdokumentation, USA, Regie: Chris Bould)
- 2000: Elizabeth Taylor (Folge der Fernsehserie Legenden, Deutschland, Regie: Michael Strauven)
- 2001: Elizabeth Taylor and Richard Burton (Fernsehdokumentation, Regie: Laurent Preyale)
- 2001: Hollywood Legends: Elizabeth Taylor and Shirley Temple (USA, Regie: Marino Amoruso)
- 2002: Elizabeth Taylor (Folge der Fernsehserie Intimate Portrait, USA, Drehbuch: Larissa Bills)
- 2003: Elizabeth Taylor: Facets (Folge der Fernsehserie Biography, USA)
- 2008: Elizabeth Taylor gegen Richard Burton (Folge der Fernsehserie Duelle, Deutschland, Regie: Stephen Lamby, Michael Wech)
- 2011: Elizabeth Taylor: A Tribute (Fernsehdokumentation, GB)

### Fiktionale Filme über Elizabeth Taylor
- 1987: A Matter of Convenience (Fernsehfilm, mit Marion Heathfield als Elizabeth Taylor)
- 1995: The Elizabeth Taylor Story (Fernsehfilm, mit Casey Ahern und Sherilyn Fenn)
- 2004: Man in the Mirror: The Michael Jackson Story (Fernsehfilm, mit Lynne Cormack)
- 2012: Liz & Dick (Fernsehfilm, mit Lindsay Lohan)
- 2013: Burton und Taylor (Fernsehfilm, mit Helena Bonham Carter)

## Bühnenauftritte
- 1964: World Enough and Time (Juni, Lunt-Fontanne Theatre, Broadway, Bühnenlesung)
- 1966: Die tragische Historie vom Doktor Faustus (Oxford Playhouse, Oxford)
- 1981: Die kleinen Füchse (5. Mai bis 9. September, Martin Beck Theatre, Broadway)
- 1983: Private Lives von Noël Coward (8. Mai bis 17. Juli, Lunt-Fontanne Theatre)

## Auszeichnungen

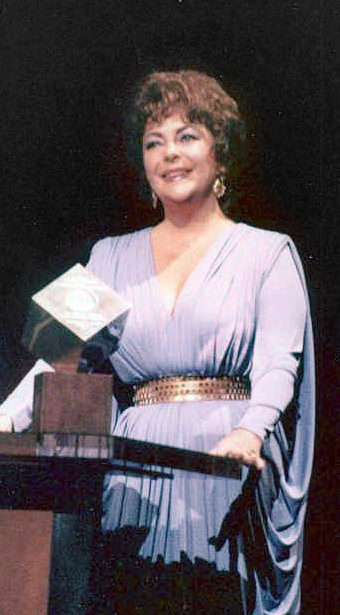
Taylor im Jahr 1981

### Filmpreise
Oscar
- Auszeichnungen
1961: Beste Hauptdarstellerin (Telefon Butterfield 8)
1967: Beste Hauptdarstellerin (Wer hat Angst vor Virginia Woolf?)
1993: Jean Hersholt Humanitarian Award für ihr Engagement im Kampf gegen AIDS
- Nominierungen
1958: Beste Hauptdarstellerin (Das Land des Regenbaums)
1959: Beste Hauptdarstellerin (Die Katze auf dem heißen Blechdach)
1960: Beste Hauptdarstellerin (Plötzlich im letzten Sommer)

BAFTA Awards
- Auszeichnungen
1967: Beste britische Darstellerin (Wer hat Angst vor Virginia Woolf?)
1999: Academy Fellowship für ihre Gesamtleistung[139]
2005: Britannia Award
- Nominierungen
1959: Beste ausländische Darstellerin (Die Katze auf dem heißen Blechdach)
1968: Beste britische Darstellerin (Der Widerspenstigen Zähmung)

Golden Globe Award
- Auszeichnungen
1957: Special Achievement Award
1960: Beste Hauptdarstellerin – Drama (Plötzlich im letzten Sommer)
1974: Henrietta Award als beliebteste Filmschauspielerin der Welt
1985: Cecil B. deMille Award
- Nominierungen
1961: Beste Hauptdarstellerin – Drama (Telefon Butterfield 8)
1966: Henrietta Award als beliebteste Filmschauspielerin der Welt
1967: Beste Hauptdarstellerin – Drama (Wer hat Angst vor Virginia Woolf?)
1969: Henrietta Award als beliebteste Filmschauspielerin der Welt
1974: Beste Hauptdarstellerin – Drama (Die Rivalin)

Laurel Award
- Auszeichnungen
1958: Beste Hauptdarstellerin in einem Drama (Das Land des Regenbaums)
1959: Beste Hauptdarstellerin in einem Drama (Die Katze auf dem heißen Blechdach)
1960: Beste Hauptdarstellerin in einem Drama (Plötzlich im letzten Sommer)
1965: Bester weiblicher Star
1966: Bester weiblicher Star
1967: Beste Hauptdarstellerin in einem Drama (Wer hat Angst vor Virginia Woolf?)
- Nominierungen
1958: Bester weiblicher Star (Platz 4)
1959: Bester weiblicher Star (Platz 2)
1960: Bester weiblicher Star (Platz 2)
1961: Bester weiblicher Star (Platz 2)
1962: Bester weiblicher Star (Platz 6)
1963: Bester weiblicher Star (Platz 2)
1964: Bester weiblicher Star (Platz 2)
1966: Beste Hauptdarstellerin in einem Drama (… die alles begehren, Platz 3)
1967: Bester weiblicher Star (Platz 2)
1968: Bester weiblicher Star (Platz 7)
1971: Bester weiblicher Star (Platz 6)

Weitere Filmpreise
- 1966: National Board of Review Award als beste Hauptdarstellerin (Wer hat Angst vor Virginia Woolf?)
- 1966: New York Film Critics Circle Award als beste Hauptdarstellerin (Wer hat Angst vor Virginia Woolf?)
- 1967: Kansas City Film Critics Circle Award als beste Hauptdarstellerin (Wer hat Angst vor Virginia Woolf?)
- 1969: Étoile de Cristal zusammen mit Mia Farrow als beste ausländische Darstellerin (Die Frau aus dem Nichts)
- 1972: David di Donatello als beste ausländische Darstellerin (X, Y und Zee)
- 1972: Silberner Bär von Berlin als beste Darstellerin (Hammersmith is out)
- 1981: Filmex Award[140]
- 1985: Golden Apple Award als „Weiblicher Star des Jahres“
- 1985: Women in Film Crystal Award
- 1986: Film Society of Lincoln Center Gala Tribute
- 1993: Life Achievement Award des American Film Institute
- 1997: Screen Actors Guild Life Achievement Award
- 2000: GLAAD Media Awards Media Vanguard Award
- 2001: Taos Talking Picture Festival (Maverick Award)

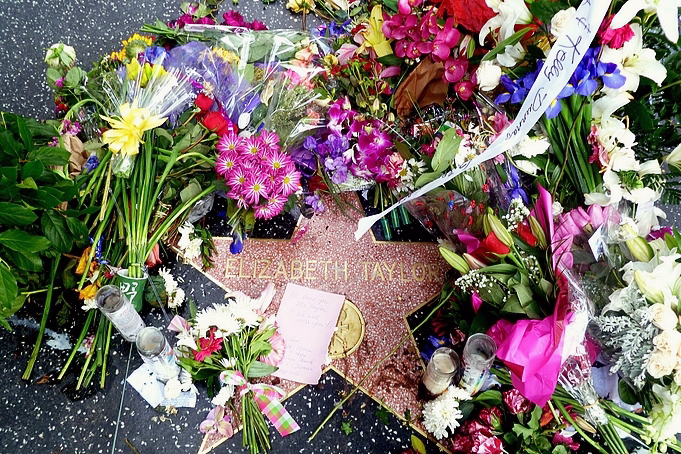
Taylors Stern auf dem Walk of Fame, unmittelbar nach ihrem Tod (2011)

Elizabeth Taylor ist außerdem mit einem Stern auf dem Hollywood Walk of Fame verewigt (auf Höhe 6336 Hollywood Boulevard).

### Staatliche Auszeichnungen
- 1987: Band der französischen Ehrenlegion (für ihr Engagement im Kampf gegen AIDS)[141]
- 1999: Ernennung zur Dame Commander des Order of the British Empire durch Königin Elisabeth II. (für ihre Leistungen als Schauspielerin und als AIDS-Aktivistin), damit Erhebung in den britischen Adelsstand[142]
- 2001: Presidential Citizens Medal (zweithöchster Zivilorden der Vereinigten Staaten)[143]

### Weitere Ehrungen
- 1949: Miss Junior America; „Princess“ des Jewelry Council[144]
- 1950: Roscoe-Preis der Satirezeitschrift The Harvard Lampoon für das „galante Beharren auf ihrer Karriere, trotz einer totalen Unfähigkeit zur Schauspielerei“[145]
- 1968: Bambi
- 1977: Hasty Pudding Frau des Jahres
- 1980: Simon Wiesenthal Humanitarian Award (für ihr Bekenntnis zum Judentum)[146]
- 1981: Theatre World Award (für ihren Auftritt in Die kleinen Füchse)[147]
- 1981: Outer Critics Circle Award (für ihren Auftritt in Die kleinen Füchse)[147]
- 1988: Aristoteles-Preis der Athener Onassis-Stiftung (für ihr Engagement im Kampf gegen AIDS)
- 1992: Prinz-von-Asturien-Preis
- 1998: Spezialpreis des Council of Fashion Designers of America („for a lifetime of glamour“)[148]
- 1999: Angel Award des Project Angel Food[149]
- 2000: Marian-Anderson-Preis der Stadt Philadelphia (für ihre humanitäre Arbeit)
- 2002: Kennedy-Center-Honors-Preis (für ihren Beitrag zur US-amerikanischen Kultur durch die darstellende Kunst)
- 2015: In Puerto Vallarta wurde die Elizabeth-Taylor-und-Richard-Burton-Skulptur aufgestellt.

### Autobiografisches
- Mit Richard Meryman, Jr.: I Refuse to Cure My Public Image. in: Life, 18. Dezember 1964.
- Elizabeth Taylor: An Informal Memoir. Harper & Row, 1965.
- Elizabeth Takes Off: Autobiography. Chivers Press, 1989, ISBN 0-86220-308-2 (Erstausgabe 1987).
- My Love Affair with Jewelry. Simon & Schuster, 2002, ISBN 0-7432-3664-5.
- Elizabeth Taylor’s Nibbles and Me. Simon & Schuster, 2002, ISBN 0-689-85334-3 (Originalausgabe 1946).

### Über Elizabeth Taylor

#### Biografien
- Brenda Maddox: Who’s Afraid of Elizabeth Taylor? A Myth of Our Time. Evans, 1977, ISBN 0-87131-243-3.
- Sheridan Morley: Elizabeth Taylor. A Celebration. Pavilion Books, 1988, ISBN 1-85145-437-3.
- Andrea Thain, Michael O. Huebner: Elizabeth Taylor. Hollywoods letzte Diva – Eine Biographie. Rowohlt, Reinbek bei Hamburg 1994, ISBN 3-499-13512-4 (deutsch).
- David Heymann: Liz: An Intimate Biography of Elizabeth Taylor. Citadel, 1995, ISBN 1-55972-267-3 (Biografie, gegen deren Erscheinen Taylor 1994 vor Gericht ging[150]).
- Donald Spoto: Elizabeth Taylor. Time Warner Paperbacks, 1996, ISBN 0-7515-1501-9.
- Alexander Walker: Elizabeth: The Life of Elizabeth Taylor. Grove Press, 2001, ISBN 0-8021-3769-5.
- J. Randy Taraborrelli: Elizabeth. Grand Central Publishing, 2007, ISBN 0-446-40036-X.
- William J. Mann: How to Be a Movie Star: Elizabeth Taylor in Hollywood. Houghton Mifflin Harcourt Trade, 2009, ISBN 0-547-13464-9.
- Sam Kashner und Nancy Schoenberger (aus dem Amerikanischen von Johanna Sophia Wais): Furious love : Elizabeth Taylor und Richard Burton – Die Liebesgeschichte des Jahrhunderts. München 2012, ISBN 978-3-453-20012-8.
- Christa Maerker: Wir haben uns verzweifelt geliebt: Elizabeth Taylor und Richard Burton. Berlin 2013, ISBN 978-3-548-61145-7.

#### Bildbände
- Larissa Branin: Liz: the Pictorial Biography of Elizabeth Taylor. Courage Books, 2000, ISBN 0-7624-0774-3.
- Gianni Bozzacchi: Elizabeth Taylor: The Queen and I. University of Wisconsin Press, 2002, ISBN 0-299-17930-3.
- Bob Willoughby: Liz: an Intimate Collection. Photographs of Elizabeth Taylor. Merell Publishers, 2004, ISBN 1-85894-270-5.
- Pierre-Henry Verlhac, Yann-Brice Dherbier (Hrsg.): Elizabeth Taylor: A Life in Pictures. Pavilion, 2008, ISBN 1-86205-832-6, deutsche Ausgabe: Liz Taylor. Bilder eines Lebens. Mit einem biografischen Essay von Alexandre Thiltges. Henschel Verlag, Berlin 2008, ISBN 978-3-89487-625-8.
- Christopher Belport, Joe Maddelena: Elizabeth Taylor: The Most Beautiful Woman in the World. A Photographic Biography. Hermes Press, 2010, ISBN 1-932563-39-3.